# Liste der Monuments historiques in Oberbronn
Die Liste der Monuments historiques in Oberbronn führt die Monuments historiques in der französischen Gemeinde Oberbronn auf.

## Liste der Bauwerke
| Bezeichnung            | Beschreibung                                                                              | Standort                  | Kennzeichnung | Schutzstatus | Datum | Bild           |
| ---------------------- | ----------------------------------------------------------------------------------------- | ------------------------- | ------------- | ------------ | ----- | -------------- |
| Protestantische Kirche | ehemalige Simultankirche, bezeichnet 1502 und 1503                                        | Rue des Églises (Lage)    | PA00084839    | Inscrit      | 1923  | weitere Bilder |
| Wohnhaus               | Fachwerkhaus, massives Sockelgeschoss, bezeichnet 1555 und 1609                           | 28 rue Principale (Lage)  | PA00084840    | Inscrit      | 1932  | weitere Bilder |
| Wohnhaus               | Fachwerkhaus mit Erker und Treppenturm, massives Sockelgeschoss, bezeichnet 1563 und 1568 | 14 rue du Tribunal (Lage) | PA00084841    | Inscrit      | 2012  | weitere Bilder |

## Liste der Objekte
| Bezeichnung                         | Beschreibung                                      | Standort                              | Kennzeichnung | Schutzstatus | Datum | Bild |
| ----------------------------------- | ------------------------------------------------- | ------------------------------------- | ------------- | ------------ | ----- | ---- |
| Grabdenkmal für Ludwig von Sinclair | Sandstein, nach 1738                              | auf dem Friedhof (eingelagert) (Lage) | PM67000897    | Classé       | 2001  |      |
| Glocke                              | Bronze, 1788 gegossen                             | in der protestantischen Kirche (Lage) | PM67001307    | Inscrit      | 1988  |      |
| Glocke                              | Bronze, 1731 gegossen                             | in der protestantischen Kirche (Lage) | PM67001306    | Inscrit      | 1988  |      |
| Turmuhr                             | Schmiedeeisen und Messing, ab dem 18. Jahrhundert | in der protestantischen Kirche (Lage) | PM67001696    | Inscrit      | 1999  |      |